# Mezinárodní bruslařská unie
Mezinárodní bruslařská unie (anglicky International Skating Union, zkráceně ISU) se zabývá řízením soutěží v bruslení na ledě, zahrnuje krasobruslení, synchronizované bruslení, rychlobruslení a short track. Byla založena v nizozemském městě Scheveningen v roce 1892. Je jednou z nejstarších sportovních federací. Unie vznikla za účelem vytvoření standardizovaných mezinárodních pravidel a norem pro bruslení na ledě a za účelem organizování mezinárodních soutěží v těchto disciplínách. Dnes sídlí ve městě Lausanne ve Švýcarsku.

## Historie
Mezinárodní bruslařská unie – International Skating Union (ISU) byla založena roku 1892, aby zaštítila rychlobruslení a krasobruslení. V roce 1895 se ISU rozhodla pracovat pouze s amatérskými bruslaři, nikoli profesionály. První amatérský šampionát pořádala ISU v únoru roku 1896 v Petrohradu, Rusko.
Spojené státy americké a Kanada vytvořili konkurenční Mezinárodní americkou bruslařskou unii (ISUA) v roce 1907. Během následujících dvou let vstoupilo do ISU dvanáct evropských států, zatímco v ISUA zůstaly pouze zakládající státy. ISUA zanikla v roce 1927.
Evropští a severoameričtí krasobruslaři jen zřídka soupeřili proti sobě, kvůli značným rozdílům v jejich bruslařských stylech. ISU vytvořila systém krasobruslení. V roce 1911 vstoupila do ISU Kanada, čímž Spojené státy zůstaly jediným velkým soupeřem, který nebyl členem ISU.
Šampionát v short-tracku byl konán pod záštitou ISU v roce 1976. Původně se nazýval indoorové rychlobruslení, ale byl přejmenován na short-track poté, co byly představeny delší vnitřní dráhy.
Do roku 1988 vstoupilo do ISU 38 států. Během několika následujících let zrušila ISU některé povinné figury z krasobruslení jednotlivců a z tanců na ledě.
Po zimních olympijských hrách 2002 v Salt Lake City provedla ISU rozsáhlé změny. V jedné disciplíně short-tracku získal Apolo Anton Ohno zlatou medaili poté, co byl Kim Dong-Sung diskvalifikován. Ačkoli Jižní Korea protestovala proti diskvalifikaci, pravidla ISU nedovolovala přehodnocení oficiálního výroku. O několik měsíců později ISU zavedla videozáznamy k přehodnocení rozhodnutí rozhodčích. Kvůli událostem v krasobruslení na ZOH 2002 byla změněna i 70 let stará pravidla hodnocení krasobruslení. Nový systém hodnocení zrušil starý šestkový a místo něj zavedl hodnocení jednotlivých prvků.